# Clemente Villaverde Huelga
Clemente Villaverde Huelga (Cangas de Onís, 8 febbraio 1959) è un ex calciatore spagnolo, di ruolo difensore.
Dopo 25 anni trascorsi come consigliere nella dirigenza dell'Atlético Madrid, nel gennaio 2020 diventa general manager del Getafe.

## Palmarès

### Club

#### Competizioni nazionali
- Coppa di Spagna: 1

Atlético Madrid: 1985
- Supercoppa di Spagna: 1

Atletico Madrid: 1985
- Segunda División (Spagna): 1

Málaga: 1988